# Bogusław Linda
Bogusław Linda (sinh ngày 27 tháng 6 năm 1952) là một diễn viên và ca sĩ người Ba Lan.

## Tiểu sử
Bogusław Linda tốt nghiệp Học viện nghệ thuật sân khấu ở Kraków. Ông đồng sáng lập và cũng là giảng viên tại Trường Điện ảnh Warsaw.
Vai diễn đầu tay của Linda là trong bộ phim chính kịch Fever (1981) của đạo diễn Agnieszka Holland. Trong bộ phim Sara của đạo diễn Maciej Ślesicki, nam diễn viên đã thể hiện bản cover ca khúc "I'm Your Man" của nhạc sĩ Leonard Cohen.
Vào ngày 16 tháng 5 năm 2014, Bogusław Linda được trao tặng Huân chương Polonia Restituta "vì những đóng góp xuất sắc cho nền văn hóa Ba Lan". Ông được vinh danh trên Đại lộ Danh vọng ở Toruń (quê hương ông).

## Đời tư
Bogusław Linda kết hôn với nhiếp ảnh gia kiêm người mẫu Lidia Popiel. Ông đã bày tỏ sự ủng hộ đối với cộng đồng LGBT và tham gia vào phong trào "Side by Side Towards Equality" được khởi xướng bởi Chiến dịch chống lại Homophobia. Ông cũng đam mê cưỡi ngựa và săn bắn.

## Phim chọn lọc
- Fever (1981)
- Man of Iron (1981)
- Przypadek (Blind Chance) (1981)
- Dreszcze (1981)
- Danton (1983)
- Eskimo Woman Feels Cold (Eskimosce jest zimno) (1983)
- Flowers of Reverie (1984)
- Magnat (1987) - won award
- The Mother of Kings (1987)
- Dekalog (The Decalogue) (1989)
- Psy (Dogs) (1992)
- All That Really Matters (1992)
- Jańcio Wodnik (Johnnie the Aquarius) (1993)
- Pigs 2: The last blood (1994)
- Szamanka (The Shaman) (1996)
- A Trap (1997)
- Sara (1997)
- Zabić Sekala (Sekal Has to Die) (1998)
- Pan Tadeusz (1999)
- Quo Vadis (2001)
- I kto tu rządzi? (2007)
- Kajínek (2010)
- Battle of Warsaw 1920 (2011)
- Afterimage (2016)

## Đĩa nhạc

### Album
| Tựa đề                               | Chi tiết                                                                             | Xếp hạng |
| Tựa đề                               | Chi tiết                                                                             | POL      |
| ------------------------------------ | ------------------------------------------------------------------------------------ | -------- |
| Las putas melancólicas ft. Świetliki | - Phát hành: 26-09-2005 - Hãng đĩa: Universal Music Poland - Định dạng: CD, download | 7        |

### Video âm nhạc
| Tựa đề                                 | Năm  | Album                  | Ghi chú |
| -------------------------------------- | ---- | ---------------------- | ------- |
| "Gdzie mam szukać cię" ft. Assia Akhat | 2002 |                        | [ 12 ]  |
| "Filandia"                             | 2005 | Las putas melancólicas | [ 13 ]  |